# Halterofilismo nos Jogos Olímpicos de Verão de 2016 - Até 48 kg feminino
A competição da categoria até 48 kg feminino do halterofilismo nos Jogos Olímpicos de Verão de 2016 foi realizada no dia 6 de agosto no pavilhão 2 do Riocentro, no Rio de Janeiro.

## Calendário
Horário local (UTC-3)
| Dia         | Horário | Fase    |
| ----------- | ------- | ------- |
| 6 de agosto | 19:00   | Grupo A |

## Medalhistas
| Ouro   | THA Sopita Tanasan        |
| Prata  | INA Sri Wahyuni Agustiani |
| Bronze | JPN Hiromi Miyake         |

## Recordes
Antes desta competição, os recordes mundiais e olímpicos da prova eram os seguintes:
| Recorde mundial  | Arranque  | CHN Yang Lian     | 98 kg   | Santo Domingo, República Dominicana | 1 de outubro de 2006   |
| Recorde mundial  | Arremesso | CHN Chen Xiexia   | 121 kg  | Antália, Turquia                    | 17 de setembro de 2010 |
| Recorde mundial  | Total     | CHN Yang Lian     | 217 kg  | Santo Domingo, República Dominicana | 1 de outubro de 2006   |
| Recorde olímpico | Arranque  | TUR Nurcan Taylan | 97,5 kg | Atenas, Grécia                      | 14 de agosto de 2004   |
| Recorde olímpico | Arremesso | CHN Chen Xiexia   | 117 kg  | Pequim, China                       | 9 de agosto de 2008    |
| Recorde olímpico | Total     | CHN Chen Xiexia   | 210 kg  | Pequim, China                       | 9 de agosto de 2008    |

## Resultados
| Pos.              | Halterofilista            | Grupo | Peso  | Arranque (kg) | Arranque (kg) | Arranque (kg) | Arranque (kg) | Arremesso (kg) | Arremesso (kg) | Arremesso (kg) | Arremesso (kg) | Total |
| Pos.              | Halterofilista            | Grupo | Peso  | 1             | 2             | 3             | Resultado     | 1              | 2              | 3              | Resultado      | Total |
| ----------------- | ------------------------- | ----- | ----- | ------------- | ------------- | ------------- | ------------- | -------------- | -------------- | -------------- | -------------- | ----- |
| Medalha de ouro   | THA Sopita Tanasan        | A     | 47.91 | 88            | 90            | 92            | 92            | 106            | 108            | 110            | 108            | 200   |
| Medalha de prata  | INA Sri Wahyuni Agustiani | A     | 47.25 | 82            | 85            | 87            | 85            | 107            | 115            | 115            | 107            | 192   |
| Medalha de bronze | JPN Hiromi Miyake         | A     | 47.95 | 81            | 81            | 81            | 81            | 105            | 107            | 107            | 107            | 188   |
| 4                 | DOM Beatriz Pirón         | A     | 47.50 | 85            | 87            | 87            | 85            | 102            | 105            | 105            | 102            | 187   |
| 5                 | KAZ Margarita Yelisseyeva | A     | 47.72 | 80            | 84            | 84            | 80            | 103            | 106            | 106            | 106            | 186   |
| 6                 | USA Morghan King          | A     | 47.79 | 80            | 82            | 83            | 83            | 100            | 103            | 103            | 100            | 183   |
| 7                 | TPE Chen Wei-ling         | A     | 47.13 | 75            | 79            | 81            | 81            | 99             | 100            | 100            | 100            | 181   |
| 8                 | UKR Iulia Paratova        | A     | 47.74 | 84            | 86            | 86            | 84            | 95             | 95             | 98             | 95             | 179   |
| 9                 | MRI Roilya Ranaivosoa     | A     | 47.90 | 73            | 78            | 80            | 80            | 93             | 98             | 100            | 93             | 173   |
| 10                | KGZ Zhanyl Okoeva         | A     | 47.56 | 68            | 72            | 75            | 72            | 92             | 97             | 101            | 97             | 169   |
| —                 | IND Saikhom Mirabai Chanu | A     | 47.77 | 82            | 82            | 84            | 82            | 104            | 106            | 106            | DNF            | DNF   |
| —                 | VIE Vương Thị Huyền       | A     | 47.84 | 83            | 84            | 84            | DNF           | —              | —              | —              | —              | DNF   |

Legenda
| Recorde mundial      | Recorde mundial (World record)               |                       | Recorde africano                      | Recorde africano (African) |                                           | Q | Classificado por posição (Qualified) |
| Recorde olímpico     | Recorde olímpico (Olympic record)            | Recorde da América    | Recorde da América (Americas)         | q                          | Classificado por melhor tempo (Qualified) |   |                                      |
| Melhor marca do ano  | Melhor marca do ano (World leading)          | Recorde asiático      | Recorde asiático (Asian)              | DNS                        | Não largou (Did not start)                |   |                                      |
| Recorde nacional     | Recorde nacional (National record)           | Recorde europeu       | Recorde europeu (European)            | DNF                        | Não terminou (Did not finish)             |   |                                      |
| Recorde pessoal      | Recorde pessoal do atleta (Personal best)    | Recorde da Oceania    | Recorde da Oceania (Oceania)          | DSQ / DQ                   | Desclassificado (Disqualified)            |   |                                      |
| Recorde da temporada | Recorde da temporada do atleta (Season best) | Recorde sul-americano | Recorde sul-americano (South America) | NM                         | Sem marca (No mark)                       |   |                                      |